# 쿠비데 케밥
쿠비데 케밥(페르시아어: کباب کوبیده 카바베 쿠비데)은 이란의 간 고기 케밥이다.

## 이름
페르시아어 "카바베 쿠비데(کباب برگ)"는 "케밥"을 뜻하는 "카바브(کباب)"에 에자페 "-에(-e)"를 붙인 말인 "카바베(کباب)"와 "찧인, 갈린"을 뜻하는 "쿠비데(برگ)"가 합쳐진 말로, "간 고기 케밥"이라는 뜻이다.

## 만들기
다진 쇠고기나 양고기에 강판에 간 뒤 물기를 짜낸 양파, 소금, 후추, 사프란 등을 넣고 잘 섞어 뭉친 다음 꼬치에 꿰어 굽는다.

## 같이 보기
- 룰라 케밥
- 바르그 케밥
- 시크 케밥
- 아다나 케밥